# 龙岩线
龍巖線（朝鲜语：／ Ryongam sŏn */?）是朝鮮民主主義人民共和國的一條鐵道線路，站點為平安北道球场郡的球场青年站到龙岩站。

## 路线概况
- 距离：7.4km
- 车站数：2
- 轨距：1435mm
- 电气化区间：直流3kV
- 复线区间：无

## 历史
- 1934年4月1日，落成使用。